# Amtsgericht Salzkotten
Das Amtsgericht Salzkotten war von 1879 bis 1975 ein Amtsgericht mit Sitz in Salzkotten.

## Geschichte
In Salzkotten bestand von 1849 bis 1879 die Gerichtskommission Salzkotten des Kreisgerichts Paderborn. Im Rahmen der Reichsjustizgesetze wurden 1879 reichsweit einheitlich Oberlandes-, Land- und Amtsgerichte gebildet. Das königlich preußische Amtsgericht Salzkotten wurde mit Wirkung zum 1. Oktober 1879 als eines von 17 Amtsgerichten im Bezirk des Landgerichtes Paderborn im Bezirk des Oberlandesgericht Hamm gebildet. Der Sitz des Gerichts war die Stadt Salzkotten. Sein Gerichtsbezirk umfasste aus dem Kreis Büren den Stadtbezirk Salzkotten und die Ämter Boke (früher Bocke geschrieben) und Salzkotten. Am Gericht bestand 1880 eine Richterstelle. Das Amtsgericht war damit ein kleines Amtsgericht im Landgerichtsbezirk.
Mit dem Sauerland/Paderborn-Gesetz vom 5. November 1974 wurde das Amtsgericht Salzkotten zum 30. Juni 1975 aufgehoben.